# Вон Боді
Вон Боді (англ. Vaughn Bodē; 22 липня 1941 — 18 липня 1975) — американський андеґраундний карикатурист та ілюстратор, відомий своїм персонажем Чарівником Чічем і роботами із зображенням хтивих жінок. Як сучасника Ральфа Бакші, Боді вважають, що він вплинув на анімаційні фільми Бакші «Чарівники» та «Володар перснів». Боде має величезну кількість прихильників серед художників графіті, а його персонажі залишаються популярною темою.
У 2006 році Боді був включений до Зали слави художників коміксів після отримання премії Вілла Айснера.

## Кар'єра
У 1963 році, у віці 21 року, і під час проживання в Ютіці, штат Нью-Йорк Боді зробив самвидав Das Kämpf, який вважається одним із перших андеґраундних коміксів. Проєкт був створений після служби Боді в армії США, Das Kampf був названий "пародією на військову тематику книги Чарльза Шульца 1962 року «Щастя — це тепле цуценя». На гроші, позичені у свого брата Вінсента, Боді скопіював близько 100 примірників 52-сторінкової книги та (здебільшого безуспішно) намагався продати її в районі Ютіки. У середині 1960-х років Боді жив у Сіракузах, штат Нью-Йорк, відвідував заняття в Сіракузькому університеті та працював у «Дамокловому мечі», студентському гумористичному журналі, схожому на «Harvard Lampoon», хоча й не санкціонованому університетом. Саме тут вперше було опубліковано найвідоміший комікс Боді, Cheech Wizard. Чарівник Чіч (іноді його характеризують як «мультяшного месію») — чарівник, чий великий жовтий капелюх (прикрашений чорними та червоними зірками) покриває все його тіло, за винятком ніг і великих червоних стоп. Чіч Візард постійно в пошуках хорошої вечірки, холодного пива і привабливих жінок. Зазвичай зображений без рук, насправді ніколи не розкривається, як виглядає Чич-чарівник під капелюхом або що саме він за істота, хоча в епізоді під назвою «Викриття чарівника Чіча», стає очевидно, що під ним весь цей час був найманий робітник з Країни Оз (в інтерв'ю згадується про грудку в капелюсі, що утворилася через схрещені руки). Персонажі, які наполягають на проблемі, як правило, винагороджуються Чічем швидким ударом ногою в пах. Після початкової публікації в «Дамокловому мечі» стрічка продовжувалася ще кілька років у «Daily Orange», студентській газеті Сіракузського університету.
У 1968 році Боді проілюстрував обкладинку та інтер'єр для науково-фантастичного роману Р. А. Лафферті «Космічна співачка», опублікованого видавництвом Ace Double. Наприкінці 1960-х і на початку 1970-х років він ілюстрував обкладинки та інтер'єри для науково-фантастичних збірників Amazing Stories, Fantastic, Galaxy Science Fiction, Witzend та Worlds of If.
Виявлений колегою-карикатуристом Тріною Роббінс, Боді переїхав до Мангеттена в 1969 році та приєднався до штату підпільної газети East Village Other. Саме тут Боді познайомився зі Спеном Родрігесом, Робертом Крамбом та іншими засновниками андеґраундного світу коміксів, який швидко розвивався. У East Village Other він допоміг заснувати Gothic Blimp Works, підпільний комікс-додаток до журналу, який випустив вісім випусків, перші два редаговані Боді.
Постапокаліптичний науково-фантастичний бойовик Боді Cobalt 60 показав антигероя, який блукав спустошеною пост-ядерною землею, прагнучи помститися за вбивство своїх батьків. Cobalt 60 дебютував як десятисторінкова чорно-біла історія в науково-фантастичному фанзині Shangri L'Affaires (він же Шеггі) № 73, опублікованому в 1968 році. Боді виграв премію Г'юго 1969 року як найкращий фанат-артист переважно завдяки Cobalt 60, але він ніколи не робив нічого іншого з персонажем (Cobalt 60 пізніше був «завершений» на початку 1980-х років сином Боді Марком Боді з оповіданнями Ларрі Тодда, який був другом Вона та співавтором у 1960-х роках над проектами для журналів Eerie, Creepy та Vampirella).
Починаючи з 1968 року і продовжуючи до своєї передчасної смерті, Боді вступив у період плідної творчості, представивши низку стрічок і постійних серій, більшість з яких виходили в підпільних газетах або еротичних журналах:
- Стрічка Боді «Військові ящірки», погляд на війну у В'єтнамі з ворожої позиції контркультури того періоду, була описана антропоморфними рептиліями замість людей. З 1969 по 1972 роки він спорадично виходив у East Village Other, Witzend, Pig Society та у власному Junkwaffel.
- Комікс Боді «Deadbone» про пригоди мешканців самотньої гори мільярд років у минулому виходив у чоловічому журналі Cavalier у 1969—1975 роках. Спочатку чорно-білий проєкт змінила назву на «Deadbone Erotica», а пізніше просто на «Erotica».
- Епізоди серії «Чарівник Чіча» з'являлися на «Funny Pages» журналу National Lampoon майже в кожному номері з 1971 по 1975 рік.
- Чорно-біла науково-фантастична пародія Боді «Сонячний горщик» з'явилася в Galaxy Science Fiction на початку 1970-х років. (пізніше він був перевиданий, у кольорі, у Heavy Metal).
- У 1971—1972 роках у журналі Swank виходив щомісячний комікс Боді «Пурпурна піктографія» (Берні Райтсон створив малюнки для п'яти епізодів Purple Pictography на основі сценаріїв і приблизних макетів Боді).

Print Mint опублікував чотири номери соло серії Боді "Junkwaffel "за 1971—1974 роки. Графічний роман Боді «Людина», опублікований Print Mint у 1972 році, розповідає про печерну людину, яка випадково робить важливі спостереження про життя.

### Мультфільм Концертний тур
Починаючи з 1972 року, Боді гастролював із шоу під назвою «Концерт мультфільмів», у якому він озвучував своїх героїв, а їхні зображення демонструвалися на екрані за його спиною через слайд-проєктор (у виконанні, схожому на розмову крейдою). Перший з цих «Концертів мультфільмів» був представлений у жовтні 1972 року на ярмарку потрійних фанів у Детройті перед 80 людьми. Далі він виконав концерт в Університеті штату Боулінг-Грін і, зрештою, виконав його на кількох конгресах коміксів, у тому числі на Creation Con у листопаді 1972 року в Нью-Йорку. Спостерігаючи за реакцією натовпу, The Bantam Lecture Bureau негайно підписали його, і шоу стало дуже популярним у коледжі. Боді навіть виконав її в Луврі в Парижі.

## Особисте життя

### Раннє життя
Боді народився в Ютіці, штат Нью-Йорк, у сім'ї Кеннета та Елсі Боді. Вон був одним із чотирьох дітей, включаючи його старшого брата Віктора та молодших брата і сестри Вінсента та Валері. Батько був алкоголіком; Вон почав малювати, щоб уникнути не дуже щасливого дитинства. Батьки Боді розлучилися, коли йому було близько десяти років, і його відправили жити до дядька поблизу Вашингтона, округ Колумбія.
Після вступу до армії у віці 19 років Боді пішов у самоволку, але згодом отримав почесну демобілізацію через психіатричний діагноз.
У 1961 році у віці 20 років Боді одружився з Барбарою Гокінс. У 1963 році народився син Марк. У 1972 році Барбара розлучилася з Боді, і в 1973 році він переїхав до Сан-Франциско (з деякими своїми сучасниками-андеґраундниками, включаючи Роббінса та Спейна).

### Сексуальність
Приблизно в 1970—1971 роках розмови з гуру Премом Раватом і колегою-мультиплікатором Джеффрі Кетрін Джонс (з якими Боді зустрічався у студії у Вудстоку, Нью-Йорк) привели Боді до кросдресингу, трансвестизму і навіть короткочасного живого експерименту з жіночими гормонами. Боді описав свою сексуальність як «аутосексуальність, гетеросексуальність, гомосексуальність, маносексуальність, садосексуальність, транссексуальність, одностатевість, омнісексуальність».

### Смерть
Смерть Боді настала внаслідок аутоеротичної асфіксії. Його останні слова були до сина: «Марку, я бачив Бога чотири рази, і незабаром я знову побачу його. Для мене це № 1, а ти — № 2». На момент смерті Боді, якому було тридцять три роки, прах скинули з літака Cessna над водами біля узбережжя Пойнт-Рейєс.
Він залишив бібліотеку альбомів для малюнків, щоденників, готових і незавершених робіт, картин і коміксів. З тих пір більша частина його творів була опублікована в різних колекціях, переважно у Fantagraphics.

## Вплив
Боді був другом аніматора Ральфа Бакші і попередив його  проти роботи з Робертом Крамбом над анімаційною адаптацією стрічки Крамба Кіт Фріц. Вважається, що Боді вплинув на фільми Бакші «Чарівники» та «Володар перснів».
Боді має величезну кількість прихильників серед художників графіті, і його роботи часто можна побачити у світі вуличного мистецтва. Оскільки початкові нью-йоркські автори графіті (такі як DONDI) вирішили відтворити його персонажів, зображення з його робіт залишалися популярними протягом всієї історії графіті.
Його син Марк Боді також є художником, створює роботи, подібні до стилю старшого Боді, і ще більше зміцнює спадщину свого батька. У 2004 році Марк завершив одну з незакінчених робіт свого батька, «Ящірку з країни Оз», доповнену «Чарівника країни Оз», де знову знявся Чарівник Чіч.

## Нагороди
У 1969 році йому було присуджено премію «Г'юго» як найкращому артисту-фану, а наступного року він був номінований як найкращий професійний артист. Він також отримав Yellow Kid Award, нагороджений Міжнародним конгресом карикатуристів і аніматорів на італійському фестивалі коміксів у Лукці в 1974 році. Він був фіналістом вступу до Зали слави Ейснера в 1998 і 2002 роках, перш ніж його остаточно включили в 2006 році. У 1975 році він був нагороджений премією Inkpot.

### Зібрання творів
З 1988 по 2001 рік Fantagraphics опублікував 14-томну серію праць Вона Боді під назвою «Бібліотека Боді».
- Vaughn Bodē's Erotica том. 2, 1988, Fantagraphics (Сіетл), 48 сторінок ISBN 978-0930193553
- Deadbone, 1989, Fantagraphics (Сіетл), 64 сторінки ISBN 978-0930193980
- Cheech Wizard vol. 1, 1990 Fantagraphics (Сіетл), 68 сторінок ISBN 978-1560970422
- Щоденник Vaughn Bodē Diary Sketchbook #1, 1990, Fantagraphics (Сіетл), 64 сторінки ISBN 978-1560970286
- Vaughn Bodē Diary Sketchbook #2, 1990, Fantagraphics (Сіетл), 64 сторінки ISBN 978-1560970446
- Vaughn Bodē Diary Sketchbook #3, 1991, Fantagraphics (Сіетл), 64 сторінки ISBN 978-1560970538
- Cheech Wizard vol. 2, 1991, Fantagraphics (Сіетл), 68 сторінок ISBN 978-1560970545
- Junkwaffel том. 1, 1993, Fantagraphics (Сіетл), 84 сторінки ISBN 978-1560970866
- Junkwaffel том. 2, 1995, Fantagraphics (Сіетл), 80 сторінок ISBN 978-1560971108
- Vaughn Bodē's Erotica том. 1, 1996, Fantagraphics (Сіетл), 48 сторінок ISBN 978-1560973072. Зауважте, що це повторне видання 1983 року, опубліковане Last Gasp (видавець).
- Vaughn Bodē's Erotica том. 3, 1997, Fantagraphics (Сіетл), 48 сторінок ISBN 978-1560972679
- Vaughn Bodē's Erotica том. 4, 1997, Fantagraphics (Сіетл), 56 сторінок ISBN 978-1560972839
- Lizard Zen, 1998, Fantagraphics (Сіетл), 48 сторінок ISBN 978-1560973096
- Schizophrenia, 2001, Fantagraphics (Сіетл), 138 стор. ISBN 978-1560973713

Інші зібрані матеріали:
- Sunpot (Stellar Productions, 1971)
- The Collected Cheech Wizard (Company & Sons, 1972)
- Bodē's Cartoon Concert (Dell, 1973) — збирає матеріали з журналу Cavalier
- Orange Bode: Vaughn Bode At Syracuse's Daily Orange — Annotated Catalog (Bob Coughlin/Chimneysweep Nostalgia Co., 1978) — 160 стор.
- The Complete Cheech Wizard, #1–4 (Rip Off Press, 1986—1987)
- Poem-Toons (Kitchen Sink Press/Tundra Publishing, 1989)
- The Collected Purple Pictography (Eros Comix, 1991)
- Cobalt 60 Book One (Tundra Publishing, 1992) — створив Вон Боді, проілюстрував Марк Боді, написав Ларрі Тодд. ISBN 1-879450-35-6ISBN 1-879450-35-6
- Cobalt 60 Book Two (Tundra Publishing, 1992) — створив Вон Боді, проілюстрував Марк Боді, написав Ларрі Тодд. ISBN 1-879450-35-6ISBN 1-879450-35-6
- Кобальт 60, книга третя (видавництво Tundra, 1992) — створено Воном Боді, ілюстрації — Марка Боді, автор — Ларрі Тодд. ISBN 1-879450-35-6ISBN 1-879450-35-6
- Cobalt 60 Book Four (Tundra Publishing, 1992) — автор Вон Боді, ілюстрації — Марк Боді, автор Ларрі Тодд. ISBN 1-879450-35-6ISBN 1-879450-35-6
- Vaughn Bode: Rare And Well Done (Pure Imagination, 2004) — фанзин і невелика преса